# Phirangipuram
Phirangipuram är en ort i Indien.   Den ligger i distriktet Guntūr och delstaten Andhra Pradesh, i den södra delen av landet, 1 400 km söder om huvudstaden New Delhi. Phirangipuram ligger 66 meter över havet och antalet invånare är 17 335.
Terrängen runt Phirangipuram är platt åt nordväst, men åt sydost är den kuperad. Runt Phirangipuram är det tätbefolkat, med 397 invånare per kvadratkilometer. Närmaste större samhälle är Sattenapalle, 16,4 km nordväst om Phirangipuram. Omgivningarna runt Phirangipuram är en mosaik av jordbruksmark och naturlig växtlighet.